# Die Blume des Bösen
Die Blume des Bösen ist ein französischer Spielfilm aus dem Jahr 2003 unter der Regie von Claude Chabrol. Der Titel ist eine Anspielung auf den Gedichtband Les Fleurs du Mal von Charles Baudelaire.

## Handlung
Nach drei Jahren in den USA kehrt François, Gérard Vasseurs Sohn, nach Frankreich zu seiner Familie zurück. Sein Vater Gérard ist Apotheker, betrügt gerne mal seine Frau und steht der Kandidatur seiner Ehefrau fürs Bürgermeisteramt ablehnend gegenüber. Als ein anonymes Flugblatt hässliche Geheimnisse der Vergangenheit der Sippe enthüllt, beginnt die großbürgerliche Fassade der Familie Charpin-Vasseur zu bröckeln. Parallel dazu entflammt wieder die Zuneigung zwischen François und seiner Stiefschwester Michèle.
Als sich Gérard seiner Stieftochter unsittlich nähert, wird er von ihr mit einer Tischlampe erschlagen. Tante Line hilft Michèle sofort und teilt ihr ein Geheimnis mit: Sie selbst habe damals ihren Vater ermordet, da dieser mit den Nationalsozialisten kollaboriert hatte und sogar seinen eigenen Sohn ausgeliefert hatte. Tante Line möchte die Schuld auf sich nehmen. Als Anne Charpin-Vasseur die Bürgermeisterwahl gewonnen hat, feiern alle im Anwesen eine Party, als sei nichts gewesen.

## Kritik
Lexikon des internationalen Films: „Eine von Claude Chabrol mit hintergründigem Schmunzeln dargebotene, milde-altersweise Variante seines Lieblingsthemas von der Dekadenz der Bourgeoisie, der er eine unschuldig-junge Liebe als Hoffnungsträger entgegensetzt. Schnörkellos fotografiert und von einem bis in die Nebenrollen überzeugenden Ensemble gespielt, unterhält der Film auf intelligent-hintergründige Weise.“